# Canis cf. lupus
Il lupo della megafauna (Canis cf. lupus, ove cf. sta per "incerto") era un canide simile in taglia ad un grosso lupo grigio ma dotato di mascelle e denti più grandi e robusti in ragione di una specializzazione per plasticità fenotipica alla predazione ed alla saprofagia della megafauna del Pleistocene inferiore nella c.d. "steppa dei mammut". La specie non è ad oggi ancora ben classificata a livello tassonomico ed è ritenuta ecomorfa del Canis lupus. Alcuni studiosi la considerano il canide da cui sarebbe stato selezionato il cane domestico.